# سو مورغان
سو مورغان (بالإنجليزية: Sue Morgan)‏ هي مجدفة أمريكية، ولدت في 27 سبتمبر 1952 في بورت تاونسند في الولايات المتحدة.

## وصلات خارجية
- سو مورغان على موقع الاتحاد الدولي للتجديف (الإنجليزية)
- سو مورغان على موقع أوليمبيديا (الإنجليزية)